# Jan Budař

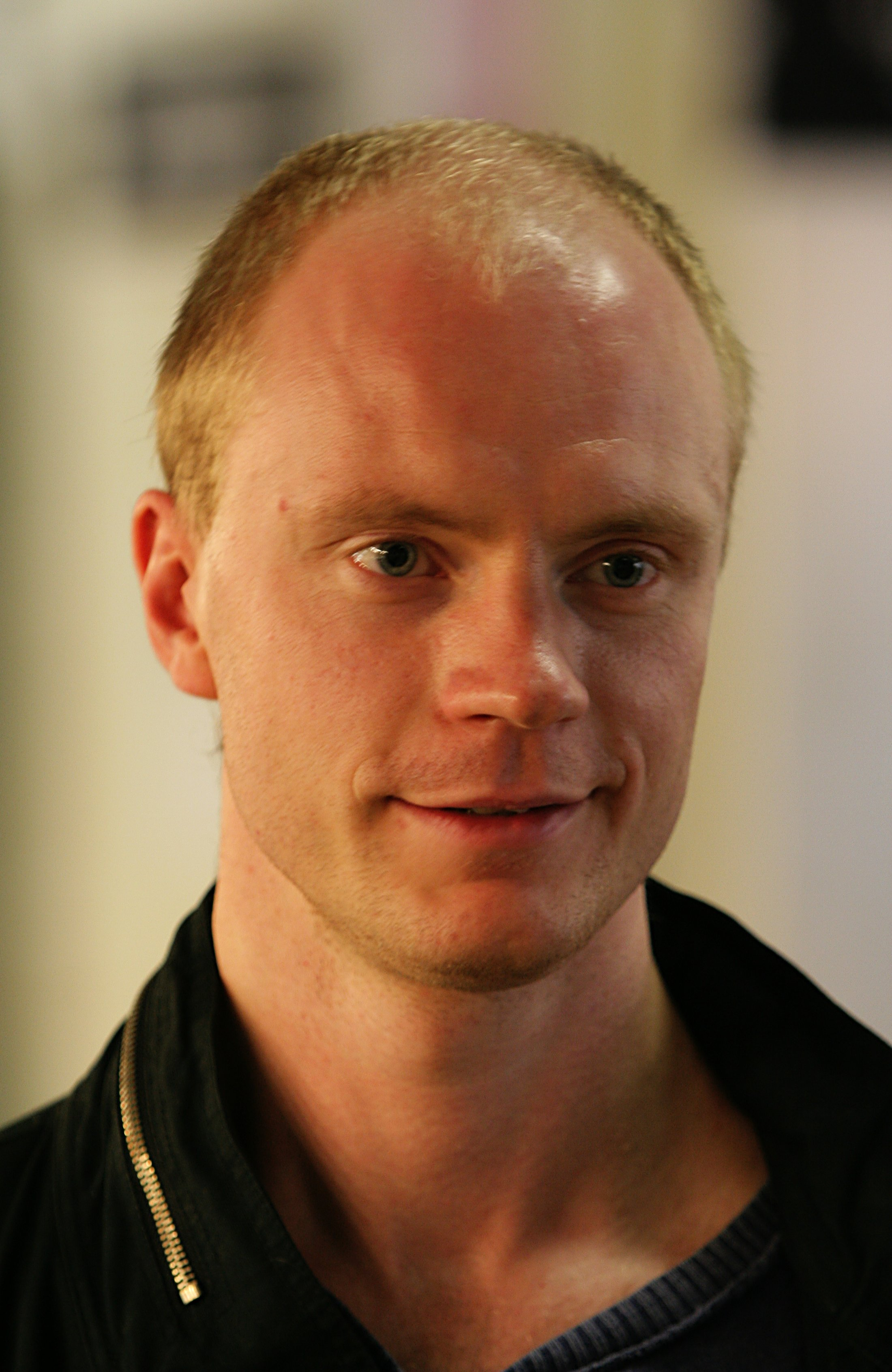
Jan Budař (2007)

Jan Budař, alias Pavel Bedura (* 31. Juli 1977 in Frýdlant, Tschechoslowakei), ist ein tschechischer Schauspieler, Regisseur, Musiker und Drehbuchautor.

## Biographie
Jan Budař schloss Janáček künstlerische Hochschule JAMU in Brünn im Jahre 2000 ab. Er trat auf den Bühnen Studio Marta, Nationales Theater, Husa na provázku (alle in Brünn), Klicperovo divadlo in Hradec Králové, Městské divadlo in Karlovy Vary, Národní divadlo in Prag usw. auf. In den Jahren 2000–2003 war er fest am Theater Na zábradlí in Prag engagiert. Er ist Autor von Artikeln für die Zeitschrift Instinkt. In Deutschland ist er vor allem durch seine Rollen in den Filmen Der Schirmherr (Protektor, 2009) und Die Musik (Muzika, 2007) bekannt. Er wurde viermal mit dem Český lev ausgezeichnet. Er ist Frontmann der Kapelle Eliščin Band, bei der er Klavier und Gitarre spielt. Neben seiner schauspielerischen Tätigkeit spielt er einige Musikinstrumente, er singt und setzt seine eigenen originellen Lieder. Er hat vier Alben herausgegeben.

## Schauspieler

### Spielfilme
- 1997: Stůj, nebo se netrefím!
- 2003: Sex in Brno (Nuda v Brně)
- 2003: Čert ví proč
- 2004: Duše jako kaviár
- 2004: Horem pádem
- 2004: Unsere Champions (Mistři)
- 2005: Hrubeš a Mareš jsou kamarádi do deště
- 2005: Stavrogin je ďábel (Theater)
- 2005: Svatyně
- 2005: Toyen
- 2005: Voníš jako tenkrát
- 2006: Marta a Berta 26
- 2006: Pravidla lži
- 2006: Přestávka
- 2007: Leergut (Vratné lahve)
- 2007: Václav
- 2007: Bez dechu
- 2007: Muzika
- 2007: Svatba na bitevním poli
- 2008: Anatomie gagu
- 2008: Bratři Karamazovi: Vzkříšení (Theater)
- 2008: Dark Spirits – Angst ist dein stärkster Feind (Dark Spirits)
- 2008: Nebe a Vincek (TV-Film)
- 2008: Peníze Jiřího Krejčíka
- 2009: Holka Ferrari Dino
- 2009: Hrubeš a Mareš Reloaded
- 2009: Ljubavni život domobrana
- 2009: Operace Dunaj
- 2009: Protektor
- 2009: La Mujer sin piano
- 2010: Akvabely
- 2010: Dešťová víla
- 2010: Heart Beat 3D
- 2010: Pravidelný odlet
- 2010: Román pro muže
- 2011: Czech Made Man
- 2011: Das Massaker von Lidice (Lidice)
- 2011: Odcházení
- 2011: Rodina je základ státu (Familienglück)
- 2012: Akvabely
- 2012: Duše na talíři
- 2012: eŠTeBák (Konfident)
- 2012: Martin a Venuše
- 2012: O pokladech
- 2012: Polski film
- 2012: Praho, má lásko
- 2012: Rozkoš
- 2012: Sanitka II
- 2012: Výstava
- 2013: Něžné vlny
- 2017: Princ Mamánek
- 2017: Všechno nebo nic
- 2018: Die Teufelsfeder (Čertí brko)
- 2022: Medieval

### Dokumentarfilme
- 2006: Přestávka
- 2007: Film o filmu: Václav (TV-Film)
- 2008: Anatomie gagu
- 2008: Peníze Jiřího Krejčíka

### Regiearbeiten
- 2004: Ráno
- 2006: Strážce plamene v obrazech (Video Film)
- 2012: Polski film

### Fernsehfilme
- 1997: Četnické humoresky (Fernsehserie)
- 1999: Urlaub auf Leben und Tod – Eine Familie hält zusammen (Fernsehserie)
- 2000: Český Robinson (Fernsehserie)
- 2000: Rasistické historky (Fernsehserie)
- 2001: Muž, který vycházel z hrobu
- 2001: Otec neznámý aneb Cesta do hlubin duše výstrojního náčelníka
- 2000: Krásný ztráty[1]
- 2001: Ta třetí
- 2004: Na stojáka
- 2004: Uvolněte se, prosím
- 2004: Ráno Ruth to vidí jinak (TV-Film)
- 2005: Všechnopárty
- 2007: Český lev
- 2007: Dobročinná akademie aneb Paraple 2007
- 2007: Film o filmu: Václav (TV-Film)
- 2007: Hodina klavíru (TV-Film)
- 2007: Trapasy (Fernsehserie)
- 2008: Český lev 2007
- 2008: Soukromé pasti (Fernsehserie)
- 2009: Fakta Barbory Tachecí
- 2009: Vyprávěj (Fernsehserie)
- 2010: E.ON Energy Globe Award ČR
- 2010: Rozmarná léta českého filmu
- 2010: Osudové peníze
- 2011: Český lev 2010
- 2011: Užij si se psem
- 2012: Hořící keř (Regie: Agnieszka Holland)
- 2013: České století (Fernsehserie)
- 2017: Svět pod hlavou (Fernsehserie)
- 2017: Maria Theresia
- 2021: Wir Kinder vom Bahnhof Zoo (Fernsehserie, 1 Folge)

## Auszeichnungen
- 2011: Czech Made Man – Novoměstský hrnec smíchu (Nové Město nad Metují), bester Hauptdarsteller
- 2007: Václav – Böhmischer Löwe, bester Nebendarsteller
- 2005: Studio Hamburg Shooting Stars Award
- 2004: Der Alfréd Radok Preis (Ceny Alfréda Radoka) – der beste Schauspieler für Stavrogins Rolle in Die Teufel
- 2004: Mistři – Böhmischer Löwe, bester Nebendarsteller
- 2003: Nuda v Brně – Böhmischer Löwe bestes Drehbuch
- 2003: Nuda v Brně – Böhmischer Löwe, bester Hauptdarsteller
- 2003: Trilobit Award by FITES (Film and Television Association), Prag, Tschechische Republik[1][2][3][4]

## Musiker

### Diskografie

#### Schallplatten
- Písně pro Hrubeše a Mareše, 2005
- Uletěl orlovi, 2006
- Proměna, 2008
- Lehce probuzený, 2012

#### DVDs
- Uletěl orlovi, 2006

#### Filmmusik
- Lidice, 2011
- Protektor, 2009
- Hrubeš a Mareš Reloaded, 2009
- Nebe a Vincek [TV-Film], 2008
- Hrubeš a Mareš jsou kamarádi do deště, 2005
- Nuda v Brně, 2003
- Rasistické historky, 2000